# الطرفاوي (القصيم)
الطرفاوي قرية سعودية، سميت بهذا الاسم لكثرة تواجد شجر الطرفاء في ذلك الوقت. تقع في الشمال الغربي من منطقة القصيم. وهي تعود لفخذ الجماعة من ولد سليم من حرب. و قد اعطاها ابن مساعد أمير حائل للشيخ حجر بن نافل بن ماطر.
ويتميز موقعها بوفرة المياه الجوفية، ويوجد بنطاقها الشمالي جبل الرحيل وهو من أهم معالمها والذي يكثر في جنباته الصيد في موسمه وخاصة الطيور مثل الحباري وغيرها كما يتميز بمواقع التنزة الجميلة. كما يوجد فيها مواقع للتعدين واستخراج الذهب والفوسفات جاري العمل فيها حاليا من قبل شركة معادن.